# Vicent Solá Sanz
Vicent Solá Sanz (Llombai, Ribera Alta, 1954) és un directiu esportiu valencià, vinculat al València Basket Club, del que és president des de juliol de 2009.

## Biografia
Solá ha estat vinculat al València Basket Club des de l'època en què era la secció de basket del València Club de Futbol. Així, Solá va ser delegat de la secció entre 1982 i 1986, any en què el València Club de Futbol descendix a Segona divisió de futbol per primera i única vegada en la seua història, i es deslliga de les seccions esportives per la mala situació econòmica en què el club es trobava. Quan el 1986 la secció de bàsquet del València Club de Futbol esdevé València Basket Club, Solá formaria part de la directiva del primer president, el periodista Antonio Egea.
Vinculat durant quasi trenta anys al club, Solá esdevé el cinqué president del València Basket en juliol de 2009, quan substituïx a Manolo Llorente, qui abandonà el club taronja, precisament, per a recalar al València Club de Futbol com a president.
Un dels primers reptes de Solá com a president fou la d'adaptar-se a una nova situació per al club, marcada per la crisi econòmica que la societat valenciana va patir a finals dels anys 2000 i durant els anys 2010. Així, la presidència de Solá va coincidir amb el canvi de nom del club de Pamesa València a Valencia Basket Club, ja que l'empresa Pamesa Ceràmica, que ha continuat vinculada al club, va deixar en 2009 de ser el principal patrocinador del club de basket.